# استوديوهات مارفل: أساطير (مسلسل وثائقي)
إستوديوهات مارفل: أساطير هي سلسلة وثائقية تلفزيونية أمريكية لصالح منصة ديزني+ ، استنادًا إلى شخصيات مارفل كومكس التي تظهر في عالم مارفل السينمائي . تعرض كل حلقة شخصية مع لقطات من أفلام عالم مارفل السينمائي السابقة ومسلسلات ديزني+ ، وسيكون من إنتاج إستوديوهات مارفل .تم الإعلان عن المسلسل لأول مرة في ديسمبر 2020. تم عرض إستوديوهات مارفل: أساطير لأول مرة في 8 يناير 2021 .

## القصة
تدرس السلسلة الأبطال والأشرار واللحظات والأشياء من عالم مارفل السينمائي وكيف يتواصلون ، تحسبًا للقصص القادمة التي ستعرضهم في المسلسلات وأفلام ديزني+ في المرحلة الرابعة .

## الحلقات
| الحلقة | العنوان            | العمل المرتبط عالم مارفل السينمائي | تاريخ الاصدار  |
| ------ | ------------------ | ---------------------------------- | -------------- |
| 1      | "واندا ماكسيموف"   | واندا فيجن                         | 8 يناير 2021   |
| 2      | "فيجن"             | واندا فيجن                         | 8 يناير 2021   |
| 3      | "فالكون"           | فالكون وجندي الشتاء                | 5 مارس 2021    |
| 4      | "الجندي الشتاء"    | فالكون وجندي الشتاء                | 5 مارس 2021    |
| 5      | "زيمو"             | فالكون وجندي الشتاء                | 12 مارس 2021   |
| 6      | "شارون كارتر"      | فالكون وجندي الشتاء                | 12 مارس 2021   |
| 7      | "لوكي"             | لوكي                               | 4 يونيو 2021   |
| 8      | "تسراكت"           | لوكي                               | 4 يونيو 2021   |
| 9      | "الارملة السوداء"  | الارملة السوداء                    | 7 يوليو 2021   |
| 10     | "بيغي كارتر"       | ماذا لو ...؟                       | 4 أغسطس 2021   |
| 11     | "مبادرة المنتقمون" | ماذا لو ...؟                       | 4 أغسطس 2021   |
| 12     | "المهربون"         | ماذا لو ...؟                       | 4 أغسطس 2021   |
| 13     | "الحلقات العشر"    | شانغ تشي وأسطورة الحلقات العشر     | 1 سبتمبر 2021  |
| 14     | "هوك آي"           | هوك آي                             | 12 نوفمبر 2021 |
| 15     | "دكتور سترينج"     | دكتور سترينج في الأكوان المتعددة   | 29 أبريل 2022  |
| 16     | "وونغ"             | دكتور سترينج في الأكوان المتعددة   | 29 أبريل 2022  |
| 17     | "ساحرة القرمزية"   | دكتور سترينج في الأكوان المتعددة   | 29 أبريل 2022  |
| 18     | "ثور"              | ثور: الحب والرعد                   | 1 يوليو 2022   |
| 19     | "جين فوستر"        | ثور: الحب والرعد                   | 1 يوليو 2022   |
| 20     | "فالكيري"          | ثور: الحب والرعد                   | 1 يوليو 2022   |

## العرض الأول
عرض مسلسل إستوديوهات مارفل: أساطير أول حلقتين في 8 يناير 2021 على منصة ديزني+ .

## أفلام وثائقية ذات صلة
في يونيو 2022 ، تم إصدار الفيلم الوثائقي القصير دليل المعجبين للسيدة مارفل على ديزني+ استعدادًا لظهور الشخصية لأول مرة في سلسلة ميس مارفل . وقد تضمن نظرة حصرية على إنتاج المسلسل ومقابلات من فريق صناعة الأفلام والنجمة إيمان فيلاني .

## روابط خارجية
- الموقع الرسمي في مارفل إنترتينمنت .
- إستوديوهات مارفل: أساطير في قاعدة بيانات الأفلام غلى الإنترنت .